# 吳尚年
吳尚年，中華民國外交官、政府官員。畢業於國立政治大學外交學系，曾任駐紐約臺北經濟文化辦事處三等秘書、外交部領事事務局專員、駐馬來西亞臺北經濟文化辦事處副組長、外交部國際組織司專門委員、外交部外交及國際事務學院主任秘書／代理副院長、駐韓國臺北代表部釜山辦事處總領事銜處長、外交部國際組織司長、駐波蘭臺北代表處大使銜代表等職務。吳尚年亦是參與亚太经济合作组织（APEC）的資深官員。

## 家庭
吳尚年的丈夫連建辰，擔任過外交部駐愛丁堡辦事處長，後接任條約法律司長，成為外交部第一對「夫妻檔司長」。兩人也曾同時任職於駐馬來西亞代表處。

## 職業生涯

### 外交部外交及國際事務學院主任秘書
2014年11月，吳尚年就立法院預算中心103年度報告指出外交部新進外交領事、外交行政人員訓練計劃未設定淘汰率，且近10年均無淘汰未適任人員、迥異於同期公務人員錄取人員訓練一事，表示該年訓練機制較往年嚴格，應立法院與監察院要求，已落實執行淘汰機制，除了自已申請退訓的，另有2名被認為不適合外交工作遭淘汰。說明考核是階段性進行以及參考美国国务院的機制，並強調因為曾有些案子出現，對外交部形象不是很好，對國家利益有影響，不希望以後發生這些問題，因此分數從嚴來訂定。

### 外交部國際組織司長
2021年3月，吳尚年就世界卫生大会（WHA）於5月召開一事，表示臺灣模式的成功防疫受到國際肯定，也讓國際社會體驗到把臺灣納入世界卫生组织（WHO）的急迫性與必要性，外交部會在累積國際的動能與聲量下，並考量國際情勢，用最恰當的方式進行推案。在拜登就任美國總統後，美國許多重要官員在不同場合表達支持臺灣的國際參與，也獲得日本、欧洲联盟等理念相近國家呼應，政府對此表達感謝。
2021年11月，吳尚年與APEC秘書處首席执行官蕾貝卡（Rebecca Sta Maria）異地簽署備忘錄，代表政府捐贈150萬美元協助APEC推動經濟與技術合作計畫。
2022年3月，吳尚年與中華民國外交部主任秘書徐儷文、駐美國代表蕭美琴、副代表王良玉、駐紐約辦事處長李光章、駐日內瓦辦事處長蘇瑩君，以及美國國務院國際組織局助理國務卿席森、副助理國務卿庫克（Nerissa Cook）與瑞伊（Jane Rhee）、APEC資深官員莫瑞（Matt Murray）、美國在台協會執行理事藍鶯等雙方人員在華盛頓會面，對於臺灣擴大參與联合国系统與其他國際論壇等事宜進行討論，另就公共卫生、环境保护、发展援助等全球性議題交換意見。